# Vega (Street Fighter)

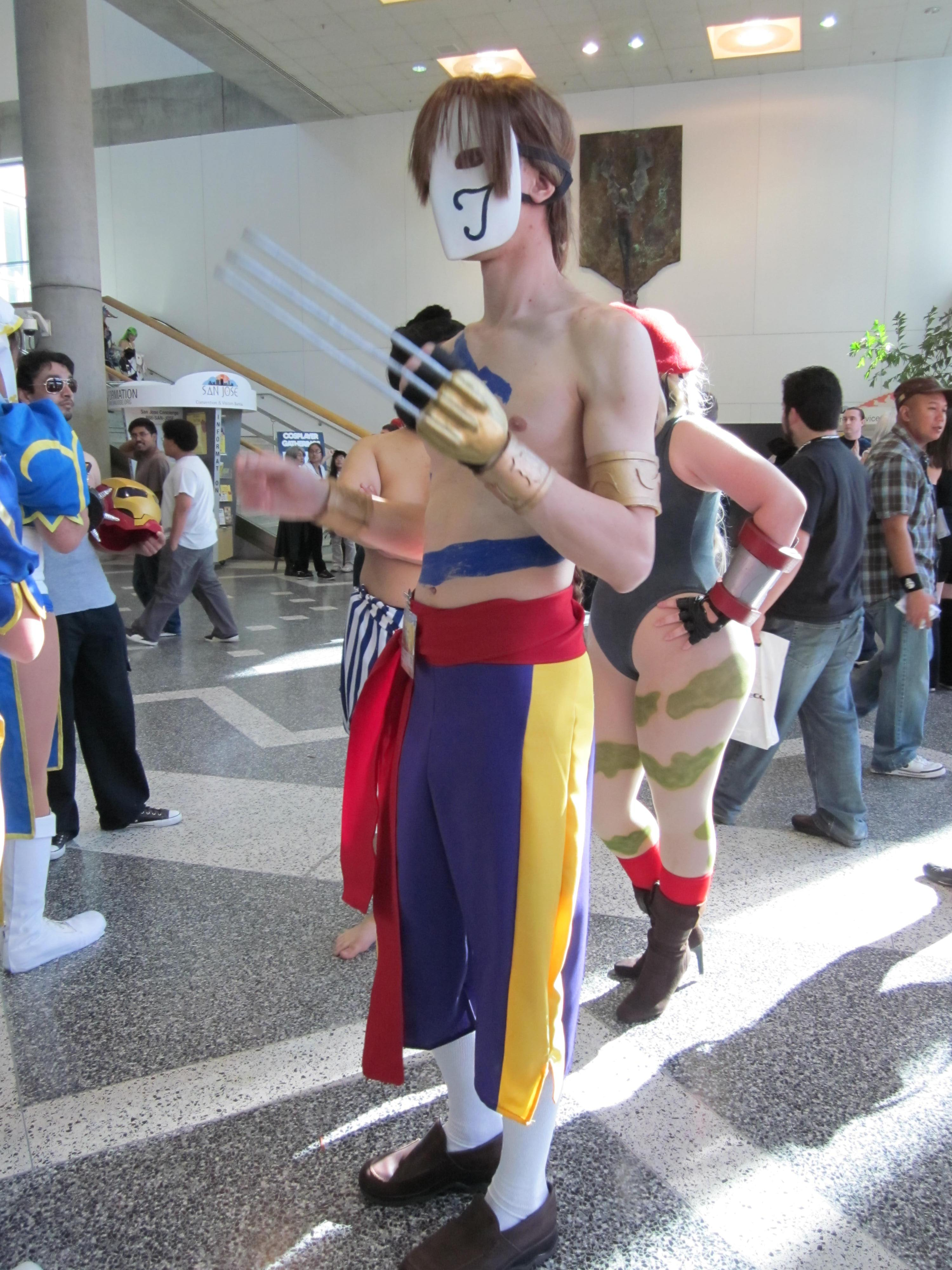
En man utklädd till Vega

För figuren i Street Fighter känd som Vega i Japan, se M. Bison.
Vega, känd som Balrog (バルログ) i Japan är den 3:e sista motståndaren i tv-spelet Street Fighter II. I Street Fighter har han en klo på sin högra hand, han kunde hoppa på väggarna samt klättra i ett stängsel på sin egen bana. Spelare kunde inte välja att spela som Vega i original-Street Fighter II, men i de senare uppdaterade versionerna kunde man spela som alla fyra bossar (Balrog, Vega, Sagat, M.Bison). Det gick också att slå av hans klo ibland om man gav honom duktigt med stryk. Han är spanjor och tycker att han är världens snyggaste kämpe. Han bär även mask för att skydda sitt ansikte ifrån skador.
Vega föddes i en välmående familj i Katalonien i Spanien.

## Övrigt
IGN rankade figuren på plats 10 i "Top 25 Street Fighter Characters".